# Шийи-Мазарен
Шийи-Мазарен (фр. Chilly-Mazarin) — город и коммуна во Франции.

## География
Город и коммуна Шийи-Мазарен находятся на севере Франции, на территории департамента Эсон региона Иль-де-Франс. Они входят в округ Палезо и кантон Шийи-Мазарен этого департамента.
Шийи-Мазарен лежит в 15 километрах южнее французской столицы, в непосредственной близости от парижского международного аэропорта Орли.

## История
В конце XVI века владение Шийи было продано Мишелем Жильяром Мартену Рюзе (фр.), сеньору Больё и государственному секретарю Франции при королях Генрихе III, Генрихе IV и Людовике XIII. Не имея прямых наследников, Рюзе завещает свои владения Шийи и Лонжюмо внучатому племяннику, Антуану Куаффье д’Эффиа, который в связи с этим вынужден был принять фамилию своего дяди. В 1631 году он становится маршалом Франции. Антуану Куафье наследовали сын Мартен и внук Антуан.
В начале XVIII века род Антуану Куаффье д’Эффиа также пресекается. Последнему его представителю наследует двоюродный брат, Поль-Жюль де Мазарен, сын Армана-Жана де Ла-Порта и племянницы и наследницы кардинала Мазарини, Гортензии Манчини. От него происходит род герцогов де Мазарен, а также и изменение названия городка в 1822 году на Шийи-Мазарен. Одна из представительниц этого рода, Мария-Луиза д’Омон, герцогиня де Мазарен, в 1777 году вышла замуж за князя Монако Оноре IV. С тех пор одним из титулов князей Монако является и маркиз де Шийи.

## Достопримечательности
В городе сохранились остатки замка Шийи (фр., 1627—1632), охраняемые государством как исторический памятник, а также церковь Сен-Этьенн (фр.) постройки XII—XIII веков (реконструирована в XVII столетии).

## Города-партнёры
- Карлет, Испания
- Дьема, Мали